# Stazione di Villa Ortensia
La stazione di Villa Ortensia è una fermata ferroviaria a servizio della località omonima nel territorio comunale di Alvignano, in provincia di Caserta, a circa 3 km dal centro comunale, posta sulla ferrovia Piedimonte Matese-Santa Maria Capua Vetere (Alifana alta). Attualmente è gestita dall'Ente Autonomo Volturno (EAV).

## Storia
A Villa Ortensia il tracciato che l'Alifana percorreva prima della Seconda guerra mondiale si congiunge con quello attuale. Prima del conflitto vi sorgeva solo una casa cantoniera nei pressi di un passaggio a livello sulla strada statale 158, poi diventato un'abitazione privata, mentre ora il tracciato a Villa Ortensia si affianca solo, senza incrociare, la statale 158. La zona fu danneggiata dai combattimenti durante il conflitto, in quanto i tedeschi usarono come quartier generale, lungo la linea Gustav, la vicina residenza nobiliare di villa Ortensia, da cui prende il nome la stazione. Il fabbricato viaggiatori odierno risale al dopoguerra.

## Strutture e impianti
La fermata dispone di un binario passante per il servizio viaggiatori, di un marciapiede con un fabbricato viaggiatori chiuso e in parte abitato da privati e una breve stradina che lo connette alla vicinissima statale 158.

## Movimento
La fermata è servita da treni regionali svolti da EAV. Nella stazione fermano quasi tutti i treni della relazione Napoli-Piedimonte Matese e le destinazioni principali sono Napoli e Piedimonte Matese.